# 竹谷知記
竹谷 知記（たけや　ともき、1985年5月15日 - ）は、青森県出身の日本の柔道家。100kg級の選手。身長は179cm。組み手は右組み。得意技は大内刈、大外刈。

## 経歴
柔道は7歳の時に修志館で始めた。五所川原第一中学から東海大相模高校へ進むと、1年の時に高校選手権の団体戦で2位、2年の時には3位だった。3年の時には金鷲旗で3位、インターハイの100kg級では決勝で国士舘高校の西山将士に敗れて2位だった。全日本ジュニアでは3位となった。アジアジュニアと青島国際ではそれぞれ2位だった。
2004年に東海大学へ進学すると、1年の時には全日本ジュニアで再び3位となった。2年の時には体重別団体で優勝した。3年の時には優勝大会と体重別団体でともに2位にとどまった。4年の時には前年に続いて優勝大会と体重別団体でともに2位だったものの、学生体重別では決勝で国士舘大学の横山裕司を破って優勝した。さらに講道館杯でも決勝で日本大学の小林大輔を破って優勝を飾った。
2008年には警視庁に入庁すると、体重別で3位となった。2009年の全国警察柔道選手権大会では3位だった。

## 主な戦績
- 2002年 -　高校選手権　団体戦　2位
- 2003年 -　高校選手権　団体戦　3位
- 2003年 -　金鷲旗　3位
- 2003年 -　インターハイ　個人戦　2位
- 2003年 -　全日本ジュニア　3位
- 2003年 -　フランスジュニア国際　優勝
- 2003年 -　アジアジュニア　2位
- 2003年 -　青島国際　2位
- 2004年 -　ロシアジュニア国際　3位
- 2004年 -　全日本ジュニア　3位
- 2005年　- 体重別団体　優勝
- 2006年　- 優勝大会　2位
- 2006年　- 体重別団体　2位
- 2007年　- 松前カップ　100kg級　優勝　無差別　3位
- 2007年　- 優勝大会　2位
- 2007年　- 学生体重別　優勝
- 2007年　- 体重別団体　2位
- 2007年　- 講道館杯　優勝
- 2008年 -　体重別　3位
- 2008年　- アジア選手権　5位
- 2009年 -　全国警察柔道選手権大会　3位

(出典、JudoInside.com)